# Gymnanthes widgrenii
Gymnanthes widgrenii är en törelväxtart som beskrevs av Johannes Müller Argoviensis. Gymnanthes widgrenii ingår i släktet Gymnanthes och familjen törelväxter. Inga underarter finns listade i Catalogue of Life.